# Lądek-Zdrój
Lądek-Zdrój (Bad Landeck fino al 1945) è un comune urbano-rurale polacco del distretto di Kłodzko, nel voivodato della Bassa Slesia.
Ricopre una superficie di 117,4 km² e nel 2006 contava 8 741 abitanti.
Località nei dintorni:
| - Kąty Bystrzyckie (Winkeldorf) - Konradów (Konradswalde) - Lądek-Zdrój (Bad Landeck) - Lutynia (Leuthen) - Orłowiec (Schönau bei Landeck) - Radochów (Reyersdorf) | - Skrzynka (Heinzendorf) - Stójków (Olbersdorf) - Trzebieszowice (Kunzendorf an der Biele) - Wójtówka (Voigtsdorf) - Wrzosówka (Heidelberg) |